# Dominique McElligott
Dominique McElligott, née le 5 mars 1986 à Dublin, est une actrice irlandaise.

## Biographie
Dominique McElligott est née le 5 mars 1986 à Dublin, Irlande.

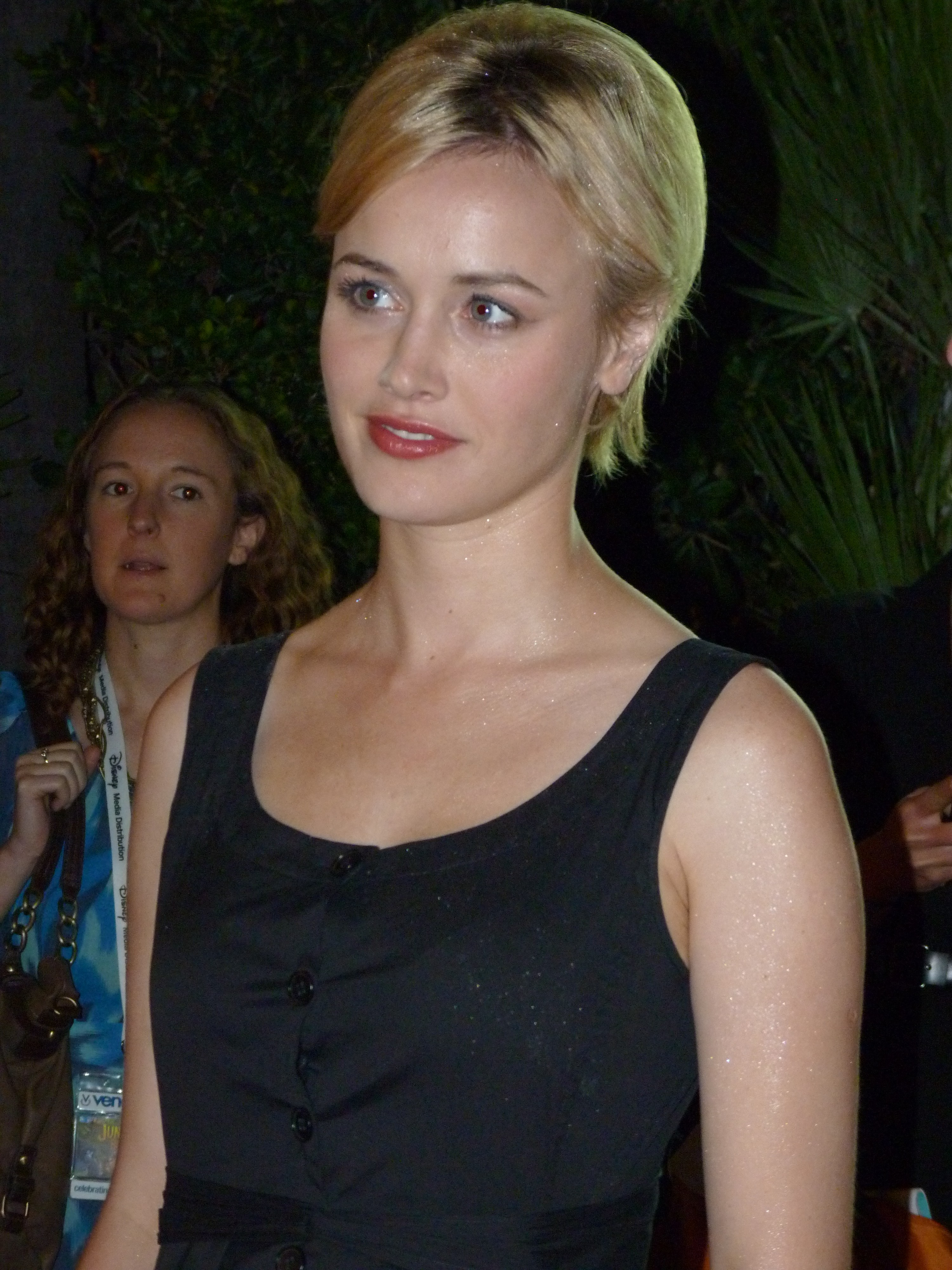
Dominique McElligott en octobre 2011.

## Carrière
Elle commence au cinéma en 2008 dans Dark Floors et Satellites & Meteorites, elle est aussi présente dans les séries Being Human et Raw elle joue dans Moon, aux côtés de Sam Rockwell.
Entre 2011 et 2012, elle tient un rôle dans la série Hell on Wheels : L'Enfer de l'Ouest
Depuis 2019, elle joue le rôle de la superhéroïne Reine Maeve dans la série The Boys.

## Filmographie

### Cinéma

#### Longs métrages
- 2008 : Dark Floors de Pete Riski : Emily
- 2008 : Satellites & Meteorites : Dr Johnson
- 2009 : Moon de Duncan Jones : Tess Bell
- 2010 : Donne-moi ta main (Leap Year) d'Anand Tucker : La mariée
- 2011 : L'Irlandais (The Guard) de John Michael McDonagh : Aoife O'Carroll
- 2011 : Blackthorn de Mateo Gil : Etta Place
- 2012 : Not Fade Away de David Chase : Joy Dietz
- 2019 : Two/One de Juan Cabral : Martha

### Télévision

#### Séries télévisées
- 2001 - 2002 : On Home Ground : Cora Collins
- 2008 : Being Human : La Confrérie de l'étrange (Being Human) : Lauren
- 2008 : Raw : Rebecca Marsh
- 2009 : The Philanthropist : Bella Olazabal
- 2011 - 2012 : Hell on Wheels : L'Enfer de l'Ouest (Hell on Wheels) : Lily Bell
- 2015 : The Astronaut Wives Club : Louise Shepard
- 2016 - 2017 : House of Cards : Hannah Conway
- 2016 - 2017 : The Last Tycoon : Kathleen Moore
- 2019 - présent (absente saison 4): The Boys : Maggie Shaw / Reine Maeve